# Іст-Рентон-Гайлендс (Вашингтон)
Іст-Рентон-Гайлендс (англ. East Renton Highlands) — переписна місцевість (CDP) в США, в окрузі Кінг штату Вашингтон. Населення — 11 937 осіб (2020).

## Географія
Іст-Рентон-Гайлендс розташований за координатами 47°28′17″ пн. ш. 122°5′19″ зх. д. / 47.47139° пн. ш. 122.08861° зх. д. (47.471464, -122.088579).  За даними Бюро перепису населення США в 2010 році переписна місцевість мала площу 29,48 км², з яких 29,31 км² — суходіл та 0,17 км² — водойми.

## Демографія
Згідно з переписом 2010 року, у переписній місцевості мешкало 11 140 осіб у 4063 домогосподарствах у складі 3189 родин. Густота населення становила 378 осіб/км².  Було 4205 помешкань (143/км²).
Расовий склад населення:
| - 86,3 % — білих - 4,6 % — азіатів - 1,4 % — чорних або афроамериканців - 0,7 % — корінних американців - 0,3 % — вихідців з тихоокеанських островів - 2,7 % — осіб інших рас |

До двох чи більше рас належало 3,9 %. Частка іспаномовних становила 6,5 % від усіх жителів.
За віковим діапазоном населення розподілялося таким чином: 23,1 % — особи молодші 18 років, 64,0 % — особи у віці 18—64 років, 12,9 % — особи у віці 65 років та старші. Медіана віку мешканця становила 42,9 року. На 100 осіб жіночої статі у переписній місцевості припадало 100,6 чоловіків;  на 100 жінок у віці від 18 років та старших — 99,9 чоловіків також старших 18 років.
Середній дохід на одне домашнє господарство  становив 100 405 доларів США (медіана — 91 382), а середній дохід на одну сім'ю — 110 422 долари (медіана — 102 509). Медіана доходів становила 60 977 доларів для чоловіків та 55 027 доларів для жінок. За межею бідності перебувало 4,4 % осіб, у тому числі 4,6 % дітей у віці до 18 років та 3,1 % осіб у віці 65 років та старших.
Цивільне працевлаштоване населення становило 5375 осіб. Основні галузі зайнятості: освіта, охорона здоров'я та соціальна допомога — 18,5 %, науковці, спеціалісти, менеджери — 13,9 %, виробництво — 12,9 %.